# Tratado de Malmo (1524)
O Tratado de Malmo (em sueco: Malmö recess) foi assinado em 1 de setembro de 1524 na cidade dinamarquesa de Malmo entre a Suécia e a Dinamarca, por mediação da Cidade Livre de Lübeck. Por este entendimento foi oficialmente posto fim à Guerra de Libertação da Suécia.
Os signatários do tratado foram o rei Gustavo Vasa da Suécia e o rei Frederico I do Reino da Dinamarca e Noruega.

## Consequências
O Tratado de Malmo sancionou a independência do Reino da Suécia e o fim da União de Kalmar, constituída pela Dinamarca, Noruega e Suécia. Devido à delegação sueca não ter chegado a tempo, não ficou resolvida a questão das pretensões suecas sobre Blekinge, Gotlândia e Bohuslän.